# Pachyplocia griseata
Pachyplocia griseata är en fjärilsart som beskrevs av W. Warren 1896. Pachyplocia griseata ingår i släktet Pachyplocia och familjen mätare. Inga underarter finns listade i Catalogue of Life.